# Aiko Miyawaki
Aiko Miyawaki (Tokio, 20 de septiembre de 1929 – Yokohama, 20 de agosto de 2014) fue una escultora y grabadora japonesa. Se considera que sus esculturas son de estilo abstracto y su colección más famosa es Utsurohi (Cambio), esculturas de acero torcido.

## Biografía
Aiko Miyawaki nació el 20 de septiembre de 1929 a Tokio como hija única de la familia Atami, comerciantes adinerados. Estuvo enferma durante toda su infancia, motivo por el cual le cambiaron el nombre por otros más fuertes: cuando estaba en el jardín de infancia recibió el nombre de Takako y posteriormente el de Mikiko.
Después de graduarse en la Odawara High School (actual Kanagawa Prefectural Odawara High School) en 1946, se inscribió al Departamento de Historia de la Facultad de Letras de la Universidad Femenina de Japón, donde se licenció en literatura en 1952. Su tesis de licenciatura se centró en el arte Momoyama. Mientras era estudiante, se centró en el pintor Nobuya Abe y el escultor Yoshishige Saito, que la animaron a presentar su obra en público.
En aquel tiempo, conoció al escritor Shunzo Miyawaki, con el que se casó (se separaron en 1960 y se divorciaron en 1965).
En 1957 estudió pintura en la Universidad de California y en el Santa Monica City College. En diciembre de 1959 presentó su primera exposición individual en la galería Yoseidou de Tokio, mostrando telas donde creaba una superficie de color mezclado esmalte y polvo de mármol con pintura, donde creaba líneas de grabado. En verano de ese mismo año visitó Viena a través de la India, participó en la World Artists Conference y después se trasladó a Milán. En la ciudad italiana, Abe le presentó a Enrico Bai e hizo amistad con un grupo de jóvenes artistas como Fontana.
Entre 1957 y 1966 viajó por Europa y Norteamérica mientras producía sus obras, incluyendo Milán, París y Nueva York. Los primeros años de su carrera artística trabajó principalmente con pintura sobre tela pero después de una visita a Francia en 1962, junto al marchante de arte André Schoeller, incorporó otros materiales a sus telas, como vidrio i mármol en polvo, con el objectivo de invertir las tres dimensiones del espacio en los soportes bidimensionales de la pintura. El 1966 comenzó a trabajlar con esculturas, utilizando materiales como el bronce, la piedra o el vidrio, además de la tinta lavada, el acete y el sumir-ê.
Se casó con el arquitecto Arata Isozaki, con el que trabajaba en algunas de sus obras. Él diseñó el cartel serigrafiado en el que Aiko Miyawaki se retrató como La Gioconda y que fotografió Man Ray.
En 1968 dejó la pintura para seguir su proyecto de inversión espacial de una manera diferente. En la serie Utsurohi, con finas barras metálicas, creaba el que ella llamaba "dibujos en el aire", que invadían los lugares de su instalación con las curvas aéreas y los elementos (sol, lluvia, viento) modificaban sutilmente las posiciones y las formas.
En los 80 y 90, instaló sus obras al aire libre, primero en Ichinomiya, después en Francia, EE. UU. y en 1991-1992 en la Fundació Joan Miró de Barcelona. Con motivo de los Juegos Olímpicos de Barcelona, en 1990 se colocó una obra de su serie más representativa, Utsurohi (Cambio), delante del Palau Sant Jordi. Igualmente, se instaló en la plaza de La Defense de París, el Museo de Arte Contemporáneo Nagi de Okayama y otros espacios en todo el mundo.
El Museo de Arte Moderno Kamakura y Hayama organizó una exposición retrospectiva en 1998 que recorrió diferentes países.
Los últimos años de su vida, a pesar de estar en una silla de ruedas, perdió su vitalidad creativa y siguió creando dibujos y pinturas al óleo. Aiko Miyawaki murió de cáncer de páncreas en un hospital de Aoba-ku, Yokohama, a los 84 años.

## Obra
- Sèrie Utsurohi (Haramuse Am Ark, Gunma Prefectural Museum of Modern Art, Nagicho Museum of Contemporary Art, etc.)
- Escultura en espiral (dentro de la arquitectura diseñada por Fumihiko Maki).